# عبد العزيز الطوالة
عبد العزيز مسير الطوالة الشمري (1960 -) هو مؤلف ومنتج وشاعر سعودي.

## حياته ونشأته
عاش معظم حياته في الكويت، فعمل في الكويت وتزوج في الكويت. هو والد المخرج محمد الطوالة، كتب مسلسل عقاب بأجزائه الثلاثة، وكذلك صعب المنال عام 2010، ومسلسل سعيد الحظ عام 2011.
له العديد من الأعمال الفنية الخليجية التي تركت بصمة واضحة على الشاشة التلفزيونية حتى يومنا هذا، تم عرض أعماله على العديد من القنوات أبرزها قناة فنون الكويتية وقناة أبوظبي الإماراتية.
عمل في العديد من المجالات الإعلامية مثل جريدة القبس الكويتية وقناة فنون الكويتية.
ويعمل حالياً مدير إنتاج في شركة خاصة به.

## أبرز أعماله
- آهات
- خطوات على الجليد
- بين الهدب دمعة
- عقاب 1
- عقاب 2
- عقاب مشاركه مع محمد الطويان
- الاعتذار
- صعب المنال
- غربة مشاعر